# Mongoli a Taiwan
I mongoli di Taiwan sono le persone di origine o nazionalità mongola che vivono e lavorano a Taiwan.
La storia dell'immigrazione mongola sull'isola è molto recente: i primi immigrati provenienti dalla Mongolia arrivarono a Taiwan nel 2004, spinti dai progetti taiwanesi di attirare manodopera mongola sull'isola, cominciati nel 2002 con la fondazione di un Ufficio di rappresentazione economica e culturale di Taipei ad Ulan Bator.
 Il piano previsto da Taiwan incontrò inizialmente alcune resistenze, in particolare da parte di alcuni ex-deputati mongoli per la Commissione Affari Mongoli e Tibetani lo definirono un tentativo del Partito Democratico Progressista di eludere la politica di taiwanizzazione prendendo in considerazione la Mongolia anziché la Cina, che non considera quest'ultima un Paese indipendente, ma una naturale appendice del proprio territorio. Nonostante ciò, nel gennaio 2004 il Ministero del Lavoro taiwanese diede il nulla osta per l'assunzione di lavoratori provenienti dalla Mongolia.
Il piano taiwanese parve funzionare: l'Ufficio Centrale Occupazione mongolo registrò l'interessamento di oltre 20.000 persone ad eventuali corsi d'aggiornamento per il lavoro e la lingua cinese al fine di emigrare a Taiwan. Di questi, 7000 furono effettivamente ammessi al programma, il 90% dei quali aveva età compresa fra i 20 ed i 35 anni ed il 45% dei quali era di sesso femminile.

Il motivo di tanto interessamento era che Taiwan offriva agli immigrati migliori condizioni di vita e lavoro (stipendi fino a cinque volte più cospicui, assicurazione sugli infortuni) rispetto ad altre mete tradizionali dell'emigrazione mongola, come il Giappone, la Corea del Sud o la Russia.
I primi immigrati mongoli arrivarono a Taiwan nel maggio del 2004: si trattava di un nucleo di undici balie di età compresa fra i 25 ed i 40 anni: un secondo gruppo avrebbe seguito il primo nelle settimane a venire.

A settembre dello stesso anno, a Taiwan c'era un totale di 77 lavoratori mongoli.